# Trachypteris gilliana
Trachypteris gilliana là một loài thực vật có mạch trong họ Adiantaceae. Loài này được (Baker) Svenson miêu tả khoa học đầu tiên năm 1938.